# 阿尔门德拉
阿尔门德拉，是西班牙卡斯蒂利亚-莱昂萨拉曼卡省的一个市镇。 总面积39平方公里，总人口205人（2001年），人口密度5人/平方公里。